# Szigeti Endre Szakgimnázium és Szakközépiskola
A Szigeti Endre Szakképző Iskola Békés vármegyében, Szeghalmon működő szakközépiskola.

## Az iskola névadója

### Szigeti Endre
Szigeti Endre (1927-1936)
Szigeti István és felesége Koós-Patai Margit kedves kisfiuk, Szigeti Endre (1927-1936) korai halálát életük végéig gyászolták. Szigeti István elhatározta, hogy vagyonát egy mezőgazdasági középiskola létesítésére hagyja. A szerető és mindig bánatos édesanya szívesen tette magáévá a gondolatot, s így jött létre 1942. január 29-én az az ajándékozási szerződés, amelyben Szigeti Istvánék 40 kat. hold 861 négyszögöl területű ingatlanukat az egyháznak adományozták mint célvagyont, azzal a rendeltetéssel, hogy ennek segítségével egy mezőgazdasági középiskolát létesítsen és tartson fenn a szeghalmi református egyház.
Az ajándékozási szerződés függelékeként megszerkesztették Szigeti Istvánék az Alapítólevelet is. Ebben az alapítólevélben kikötötték, hogy a mezőgazdasági középiskola és ennek tangazdasága elhalt kisfiuk, Szigeti Endre nevét viselje, s megígérték, hogy az alapítvány elfogadása, illetve az iskola létesítése esetében összes meglévő és ezután megszerzendő vagyonukat ugyanerre a célra fogják hagyományozni.
A munka megindult, és a szeghalmi református Szigeti Endre Mezőgazdasági Középiskola I. osztályát 1942. szeptember 1-jén megnyithatták.

## A szakgimnázium története
1942-ben Szigeti István birtokadományából mezőgazdasági középiskola létesült a gimnázium keretei között. A később önállósult iskolát az adományozó korán elhunyt gyermekéről, Szigeti Endréről nevezték el.
Mivel Nagy Miklóst 1946-ban kultuszminiszteri államtitkárrá nevezték ki, így az igazgató dr. Pásztor József, majd Boör Ferenc lett. 1948 nyarán államosították a középiskolát. 1951-től 1975-ig Sándor Jenő vezetésével végezte eredményes munkáját a gimnázium tantestülete. 1954-ben leánykollégium létesült a Kárász kastélyban. A forradalom hatására 1956 októberében a tantestület úgy döntött, hogy a gimnázium kapja vissza a régi nevét. A tantestület akarata csak 1957 novemberében valósult meg.
1966-ban mezőgazdasági gépszerelő szakközépiskolai képzés kezdődött, majd 1978-tól gépi forgácsolás váltotta fel ezt a szakmát. 1975-től 2007-ig Vaszkó Tamás volt a gimnázium igazgatója.
A gimnázium alapításának 50. évfordulóján 1976-ban országos ünnepséget rendeztek.
Emlékkönyvben dolgozták fel az elmúlt öt évtized sikereit, küzdelmeit. (Péter András Emlékkönyv).
Az iskola életében fontos szerepe van a hagyományápolásnak. 1984-ben az öregdiákok Nagy Miklósnak, 1986-ban Péter Andrásnak emeltek szobrot az iskola parkjában. 1990-ben Péter András születésének 150. évfordulóján iskolazászlót avattak, a szaktantermeket kiváló tanáregyéniségekről nevezték el: Fülöp Károly, Jermendy László, dr. Pásztor József, dr. Fényes Imre.
A diákság 20 év óta minden november végén diáknapokkal emlékezik a névadóra. A tantestület gondozza Sinka István költő irodalmi hagyatékát. Emellett az utolsó két évtizedben hat alapítványt jegyeztek be a diákok támogatására.

## Jelenleg
2015-ben a két intézmény ismét különvált, tovább működnek Péter András Gimnázium és Kollégiumként, valamint a Gyulai Szakképzési Centrum (SZC) Szigeti Endre Szakképző Iskolájaként. 2017. szeptember 1-től érvényesen a GYSZC SZESZI-t átnevezték, Gyulai SZC Szigeti Endre Szakgimnáziuma és Szakközépiskolája lett.

## Külső hivatkozások
- A Péter András Gimnázium és Szigeti Endre Szakképző Iskola honlapja (régi) Archiválva 2008. április 2-i dátummal a Wayback Machine-ben
- A Péter András Gimnázium és Kollégium honlapja
- A Péter András Gimnázium és Kollégium Facebook oldala
- A Gyulai SZC Szigeti Endre Szakgimnáziuma és Szakközépiskolája honlapja
- A Gyulai SZC Szigeti Endre Szakgimnáziuma és Szakközépiskolája Facebook oldala